# Lažni prijatelj (BrudBBB pjesma)
''Lažni prijatelj'' je pjesma zagrebačkog glazbenog projekta i benda BrudBBB. objavljena 18. prosinca 2012. godine, na izdavačkoj kući Fantom Studio Production. Ona je prvo službeno izdanje benda. Tekst i glazbu napisao je BrudBBB, a Fantom je zaslužan za aranžman i produkciju. 
Pjesma govori o osobi koja je izigrala povjerenje i izdala svojeg prijatelja, te želji da se odnosi poprave i vrate na staro. 

## Pozadina
2011. godine, nakon dugo iščekivanog maturalnog putovanja, između BrudBBB-a i Fantoma došlo je do određenih netrepeljivosti, koje su po mnogim izvorima bili uzrokovani turbulentnim odnosom između njih dvoje i ženske osobe znanom kao Yayo. U kraćem razdoblju tih zahlađenih odnosa, BrudBBB napisao je i u proljeće 2012. objavio prvu službenu verziju pjesme ''Lažni prijatelj''. Pjesma je skladana i snimljena na klasičnoj gitari i prati ju lo-fi produkcija. 
Iako ni do dana današnjeg nije službeno potvrđeno o kome govori ''Lažni prijatelj'', pretpostavlja se da je riječ o samome Fantomu, što ukazuje većina fotografija koje prate službeni audio pjesme na YouTubeu.
Paralelno se kroz godine drastično povećao broj zanimljivih poznanstava koja su na neki način postala i temelj humora budućeg projekta; posebice u stilu nabrajanja tih osoba, njihovog stavljanja u smiješan kontekst ili objavljivanje njihovih fotografija, najčešće s naglaskom na licu.
Ubrzo nakon objave Lažnog prijatelja, BrudBBB-ove i Fantomove nesuglasice su nestale i završile šalom. U tom razdoblju Fantomu je došla ideja da Lažnog prijatelja profesionalno snime u njegovom studiju, Laboratoriju. Tako je i bilo, te je originalna akustična verzija Brudove pjesme, 18. prosinca 2012. osvanula u svježem reggae obliku, na izdavačkoj kući Fantom Studio Production.

## Stil i uzori
''Lažni prijatelj'' je pjesma reggae žanra, sporijeg tempa. U sredini skladbe, tempo se mijenja i počinje kraći hip hop / funk beat kojeg BrudBBB prati repajući.
Članovi benda jednom prilikom su citirali kako im je prilikom komponiranja reggae verzije pjesme, osim The Wailersa, uzor bio i talijansko-jamajčanski reggae umjetnik Alborosie.

## Ostale verzije
''Lažni prijatelj'' tijekom godina izašao je u više verzija i remixeva. Originalni demopjesme prvotno je izašao individualno, u proljeće 2012., da bi se na zimu iste godine pojavio kao B strana novo snimljene studijske reggae verzije.
2014. bend izdaje Lažni prijatelj EP, na kojem se nalaze nove snimke pjesme u hardcore punk žanru, i to kao finalna i demoverzija. Uz to, EP sadrži i remix reggae verzije - ''Lažni prijatelj [Organ solo mix] koja ima novi solo, ovoga puta na orgulji. Zadnja je akustična verzija pjesme, nastala prilikom snimanja EP-ja u ljetu 2014.

## Track listing
Digital single
| 1.   | »Lažni prijatelj«        | 3:47 |
| 2.   | »Lažni prijatelj [Demo]« | 1:51 |
| 5:38 |                          |      |

## Produkcija
- Brud - vokal, gitara (track 2)
- Fantom – gitara, bas, bubnjevi (track 1)

- Autor glazbe i teksta: Brud
- Produkcija: Fantom
- Miksanje i master: Fantom
- Snimljeno: Fantom Studio